# Michèle Stanton-Jean
Michèle Stanton, en mariage Michèle Jean puis Michèle Stanton-Jean, est une historienne et journaliste québécoise née à Québec en 1937. Spécialiste de l'histoire des femmes au Québec, elle est notamment connue comme coauteure de L'Histoire des femmes au Québec depuis quatre siècles, avec Micheline Dumont, Marie Lavigne et Jennifer Stoddart, qui forment le Collectif Clio. Elle est nommée dans le « Who's who » canadien.

## Formation
Elle possède un doctorat en sciences humaines appliquées (Option bioéthique), une maîtrise en Histoire et une maîtrise en éducation des adultes (andragogie).

## Vie professionnelle
Mme Stanton commence sa carrière comme journaliste au quotidien Le Soleil en 1957. De 1961 à 1964, elle est secrétaire de la La Voix des femmes, fondée par Thérèse Casgrain. De 1980 à 1982, Mme Stanton préside la commission d'étude sur la formation professionnelle et socioculturelle des adultes (CÉFA). Le rapport final est publié en 1982 sous le nom: Apprendre : une action volontaire et responsable : énoncé d'une politique globale de l'éducation des adultes dans une perspective d'éducation permanente. En 1984, elle devient sous-ministre adjointe pour le Gouvernement du Québec, où elle s'occupe de dossiers sur la formation professionnelle. En 1988, elle travaille pour Emploi et Immigration Canada. De 1993 à 1998, elle travaille comme sous-ministre de la Santé au gouvernement fédéral canadien. De 1998 à 2000, elle est conseillère spéciale pour le ministre des affaires étrangères du Canada en santé, emploi et affaires sociales à Bruxelles, dans la Délégation permanente du Canada à l'Union Européenne. Elle a également participé à la Commission de l'éthique de la science et de la technologie du Québec de 2001 à 2007. De 2002 à 2005, elle est présidente du Comité international de bioéthique de l'UNESCO, période pendant laquelle est publiée la Déclaration universelle sur la bioéthique et les droits de l'homme, adoptée en 2005. De 2006 à 2010, elle est présidente de la Commission canadienne pour l'UNESCO. En 2011, elle est nommée représentante du Québec au sein de la Délégation permanente du Canada à l'UNESCO à Paris.
Elle est chercheuse invitée au Centre de recherche en droit public de l'Université de Montréal et présidente du Comité conjoint sur la conduite responsable en recherche (Fonds de recherche Nature et technologies du Québec).

## Prix et distinctions
- Doctorat honorifique de l'Université de Concordia[12] (1995)
- Officière de l'Ordre national du Québec[7] (2008)
- Prix de la Fondation des femmes du Y des femmes de Montréal (catégorie Avancement des femmes)[13] (2010)
- Chevalier dans l’ordre national de la Légion d’Honneur de France[13] (2011)
- Prix Émile-Ollivier de l’Institut de coopération pour l’éducation aux adultes[14] (2014)
- Médaille de la Faculté de l’éducation permanente de l'Université de Montréal pour le développement de l'éducation des adultes[15] (2014)
- Doctorat honoris causa de l'Université Jean-Moulin Lyon III[6] (2015)
- Officière de l’Ordre du Canada (30 juin 2017)
- Finaliste pour le Prix de la présidence de l'Assemblée nationale pour le livre Idola Saint-Jean, l'insoumise (2018)[16]
- Prix des Présidents de L'Académie canadienne des sciences de la santé pour avoir apporté une contribution exceptionnelle au système de santé canadien (Octobre 2022)

## Vie personnelle
Mme Stanton-Jean est mère de quatre enfants. Dominique, Nathalie, Madeleine, Philippe. 

## Publications (contributrice et auteure)

### Livres
- Stanton-Jean, M. Québécoises du 20e siècle textes choisis et présentés par M. Jean, Montréal, Éditions du Jour, 1974, (Quinze, 1977).
- Jean (Stanton), Michèle. "Féminisme et religion au Québec, (1900-1978)", dans: Élisabeth J, Lacelle, ed., La femme et la religion au Canada français, Montréal, Bellarmin, 1979, p. 33-42.
- Collectif Clio. L'Histoire des femmes au Québec depuis quatre siècles. Montréal, Quinze, 1982.
- Hervé, C., Stanton-Jean M., Ribau-Bajon, C., Société française et francophone d'éthique médicale, Institut international de recherche en éthique biomédicale. Violences sur le corps de la femme : aspects juridiques, culturels et éthiques, Paris, Dalloz, 2012.
- Hervé, C., Stanton-Jean M., Mamzer, M-F., Ennuyer, B., Institut international de recherche en éthique biomédicale. Les inégalités sociales et la santé : enjeux juridiques, médicaux et éthiques. Paris, Dalloz, 2015.
- Lavigne, M. Stanton-Jean, M. Idola Saint-Jean, l'insoumise, Montréal, Boréal, 2017.
- Lavigne,M. Stanton-Jean, M. Josèphine Marchand et Raoul Dandurand: amour, politique et féminisme, Montréal, Boréal, 2021.
- Jean (Stanton), Michèle. Les Têtes de Pioche, Journal des femmes, Montréal, Les éditions remue-Ménage, 1980.

### Articles
- Stanton-Jean, Michèle. "Je me souviens...de quoi au juste?, Le Devoir, (22 mai 2021).
- Stanton-Jean, M. «Éducation: Le Québec a la mémoire courte » Le Devoir, (29 août 2016)
- Stanton-Jean, M. « Vingtième anniversaire du Comité international de bioéthique », in German Solinis, directeur, Pourquoi une bioéthique globale, Paris, UNESCO, 2015, pp.59-62.
- Stanton-Jean, M. « Les défis internationaux de la recherche en bioéthique» dans Un état des lieux de la recherche et de l'enseignement en éthique, L'Harmattan, 2014, pp. 61-68
- Stanton Jean, M. «Une vision universelle du bien commun dans un contexte mondial de pluralité et de diversité culturelle est-elle possible ?» Laval théologique et philosophique, 2014, Vol.70(1), pp.85-92
- Avard, D., Stanton-Jean, M., Grégoire, G., Page, M. « Public involvement in health genomics: the reality behind the policies » International Journal of Consumer Studies, September 2010, Vol.34(5), pp.508-524
- Stanton-Jean, M. «Idola Saint-Jean», dans Mon héroïne, Montréal, Remue-ménage, 1981, p. 117-147.
- Stanton-Jean, M. “The IBC Universal Declarations: Paperwork or added value to the international conversation on Bioethics?” The example of the Universal Declaration on Bioethics and Human Rights “in Bagheri, Alizera Johathan Moreno et Stefano Simplici, eds.Global Bioethics: The impact of UNESCO International Bioethics Committee, Switzerland, Springer International Publishing, Series: Advancing Global Bioethics, 2016.
- Jean, Michèle, (Stanton), "Les ambivalences de la pensée d'une extraordinaire femme d'action", in Anita Caron et Lorraine Archambault, Thérèse Casgrain,Une femme tenace et engagée, Montréal,Presses de l'Université du Québec, 1993, p. 364-370.